# Folytassa az ásatást!
Folytassa az ásatást! alternatív címe Folytassa hátulról!, eredeti címe Carry On Behind, 1975-ben bemutatott brit (angol) színes filmvígjáték, a nyaralni vágyó kempingezők és a mindent feltúrni vágyó régészek paródiája, a Gerald Thomas által rendezett Folytassa… filmsorozat 27. darabja. A sorozat rendszeres sztárjai közül szerepel Kenneth Williams, Kenneth Connor, Jack Douglas, Joan Sims, Peter Butterworth, Bernard Bresslaw és Patsy Rowlands. Különleges, egyszeri vendégszereplő a német Elke Sommer. Utoljára jelent meg Bresslaw, Rowlands, Liz Fraser és Carol Hawkins. Hiányzik a csapatból Sidney James, Barbara Windsor, Charles Hawtrey, Terry Scott és Hattie Jacques, akik kiszálltak a sorozatból. A sztárokat a rendező új arcokkal igyekezett pótolni.

## Cselekmény
Leap őrnagy (Kenneth Connor), a Riverside lakókocsis kemping tulajdonosa bejelenti, hogy pöcegödör-ásás közben római mozaikpadlót találtak. Az egyetem régészhallgatókat küld a helyszínre, Roland Crump professzor (Kenneth Williams) vezetésével. A megrögzött agglegény Crump hiába tiltakozik, a dékán (Donald Hewlett) utasítja, vigye magával a Keleti Blokkból érkezett Anna Vooshka professzornőt is (Elke Sommer), a római mozaikok specialistáját. Leap őrnagy mindenese, a lompos Henry Barnes (Peter Butterworth) saját elhanyagolt lakókocsiját adja bérbe a professzornak, aranyáron. A gyakorlatias Anna segít kitakarítani, de a szűk helyen együtt lakás számos kínos helyzetet eredményez.
A kempingbe más vendégek is érkeznek. A vérmes Fred Ramsden hentes (Windsor Davies) és butus barátja, Ernie Bragg villanyszerelő (Jack Douglas) kalandot keresnek, kihasználva, hogy feleségeik, Sylvia (Liz Fraser) és Vera (Patricia Franklin) wellness-hétvégére mennek egy egészségfarmra. Az izgatott Fred rögtön ki is szúr két facér kempingező csajt, Carolt (Sherrie Hewson) és Sandrát (Carol Hawkins), de teljesen lekonyul, amikor Ernie szégyenkezve bevallja, hogy ő beszél álmában, és hazatérve minden hűtlenkedését kifecsegné feleségének.
Arthur Upmore (Bernard Bresslaw) feleségével, Lindával (Patsy Rowlands) akart nyaralni jönni, de Linda anyja, Daphne (Joan Sims), akit férje évtizede elhagyott a nyakukba varrta magát és magával hozta beszélő mino (mynah) madarát, aki trágár beszólásaival felháborodást és zavart kelt. Egy másik lakókocsiban Joe Baxter (Ian Lavender) és vonzó felesége, Norma (Adrienne Posta) lakik, borjú nagyságú ír farkaskutyájuk összevissza kóborol a kempingben és mindent felfal, amihez hozzáfér.
A lelkes Anna Vooska gépeket hozat, és az egész kempingben kutatóárkokat ásat. Közben a táborlakó férfiak koslatnak a lányok után, Carol és Sandra inkább a régészhallgatókkal töltik az időt, a csalódott Fred és Ernie két másik csajt csíp fel faluban, Maureent (Diana Darvey) és Sallyt (Georgina Moon). A zuhogó eső miatt Leap őrnagy a frissen felújított tábori klubban hangulatjavító műsoros estét szervez. Félreértés miatt a meghívott énekesnő helyett Veronica sztriptíztáncosnő (Jenny Cox) érkezik, műsorát a férfiak felajzva, a nők fitymálva nézik. A frissen festett székekre azonban odaragadnak és leszakadnak a nézők nadrágjai, mindenki pucér üleppel menekül haza. A zuhogó eső elől Fred és Ernie mindenkit beinvitálnak a lakókocsijukba, ott folytatják a vidám ivászatot. Váratlanul befutnak Fred és Ernie feleségei, Sylvia és Vera, a mulatozókat kizavarják az esőbe. Carol, Sandra, Maureen és Dorothy a lánysátorban szorulnak össze, inkább átmennek a régészhallgatókhoz. Daphné, a magányos anyós Henry Barnesben, a lompos mindenesben felismeri férjét, aki két évtizede elhagyta. Henry közben nagy összegeket nyert a totón, és kész visszatérni Daphnéhoz. Hajnalra a régészek árkai megtelnek vízzel, beomlanak, a lakókocsik belecsúsznak a gödrökbe. Az egymásra boruló kocsikban a párok mind egymásra találnak, Crump professzor becsúszik Anna professzornő ágyába, és mindenki kibékül mindenkivel.

## Szereposztás
| Szerep                        | Színész           | Magyar hangja (1. szinkron) | Magyar hangja (2. szinkron) |
| ----------------------------- | ----------------- | --------------------------- | --------------------------- |
| Anna Vooshka professzornő     | Elke Sommer       | Kovács Nóra                 | Balázs Ági                  |
| Roland Crump professzor       | Kenneth Williams  | Varga T. József             | Harsányi Gábor              |
| Leap őrnagy                   | Kenneth Connor    | Szersén Gyula               | Versényi László             |
| Henry Barnes, mindenes        | Peter Butterworth | Varga T. József             | Makay Sándor                |
| Arthur Upmore                 | Bernard Bresslaw  | Varga T. József             | Vass Gábor                  |
| Linda Upmore, Arthur felesége | Patsy Rowlands    | Kovács Nóra                 | Kiss Virág                  |
| Daphne Barnes, Arthur anyósa  | Joan Sims         | Földessy Margit             | Molnár Piroska              |
| Ernie Bragg                   | Jack Douglas      | Varga T. József             | Balázsi Gyula               |
| Vera Bragg, Ernie felesége    | Patricia Franklin | Földessy Margit             | Papp Ági                    |
| Fred Ramsden                  | Windsor Davies    | Szersén Gyula               | Uri István                  |
| Sylvia Ramsden, Fred felesége | Liz Fraser        | Kovács Nóra                 | Riha Zsófi                  |
| Joe Baxter                    | Ian Lavender      | Szersén Gyula               | Holl Nándor                 |
| Norma Baxter, Joe felesége    | Adrienne Posta    | Kovács Nóra                 | Csere Ágnes                 |
| Dékán (Dean)                  | Donald Hewlett    | Szersén Gyula               | Kardos Gábor                |
| Sandra                        | Carol Hawkins     | Kovács Nóra                 | Liptai Claudia              |
| Carol                         | Sherrie Hewson    | Földessy Margit             | Madarász Éva                |
| Kocsmáros („háziúr”)          | David Lodge       | N/A                         | N/A                         |
| Mrs. Rowan                    | Marianne Stone    | N/A                         | N/A                         |
| Veronica, sztriptíztáncosnő   | Jenny Cox         | Földessy Margit             | Madarász Éva                |
| Beszélő madár hangja          | Gerald Thomas     | Szersén Gyula               | Szokol Péter                |
| Hölgy kalapban                | Lucy Griffiths    | N/A                         | N/A                         |
| Feleség                       | Brenda Cowling    | N/A                         | N/A                         |

## Érdekesség
A beszélő mino (mynah) madár egyfelől kifejezetten trágár beszólásokkal borzolja a körülötte tartózkodók idegeit, máskor hangosan gusztálja a csajok látható testrészeit. Eredeti (angol) hangját maga a rendező, Gerald Thomas kölcsönözte. 